# 類宦官
類宦官（るいかんがん）とは、精巣からの男性ホルモンの分泌が少ないために、声変わりしない、陰毛やひげが生えてこない、陰茎や精巣が小さいなど、男性化徴候（二次性徴）が発現しない病気である。
宦官は、過去に、中華人民共和国などで去勢され王朝に仕えていた男子のことで、身体的特徴が類似しているため以前はこの病名が使われていたが、近年ではあまり使われず、性腺機能低下症のなかに分類されている。